# Mary Gaitskill
Mary Lawrence Gaitskill (Lexington, 11 novembre 1954) è una scrittrice statunitense.

## Biografia
Nata a Lexington nel 1954 dall'insegnante Lawrence Russell e dalla casalinga Dorothy Jane Mayer, ha cambiato spesso scuola durante la giovinezza per via del lavoro paterno. A 16 anni è fuggita da casa, vendendo prima fiori a San Francisco e facendo poi la spogliarellista. Si è laureata in giornalismo all'Università del Michigan, dove ha ottenuto nel 1981 una borsa di studio Hopwood Award.
Il suo esordio nella narrativa è avvenuto nel 1988 con la raccolta di racconti Cattiva condotta, contenente anche il racconto Segretaria che fornirà il soggetto al film del 2002 Secretary.
Autrice di quattro romanzi, due saggi e altre tre raccolte di racconti, suoi articoli e scritti sono stati pubblicati anche su riviste quali New Yorker, Harper's Magazine, Esquire e antologie quali The Best American Short Stories e PEN/O. Henry Prize Stories.

## Vita privata
Ha sposato lo scrittore Peter Trachtenberg nel 2001. Hanno divorziato nel 2010.

## Opere

### Romanzi
- Two Girls, Fat and Thin (1991)
- Veronica (2005)
- The Mare (2015)
- This Is Pleasure (2019)

### Raccolte di racconti
- Bad Behavior (1988)
- Because They Wanted To (1997)
- Don't Cry (2009)

### Saggi
- Lost Cat (2009)
- Somebody with a Little Hammer (2017)

### Edizioni in lingua italiana
- Cattiva condotta, Milano, Mondadori, 1989 traduzione di Annarosa Miele ISBN 88-04-32106-7
- Due donne, grassa e magra Milano, Mondadori, 1992 traduzione di Paola Ternavasio ISBN 88-04-35834-3.
- Oggi sono tua (Selezione di racconti), Torino, Einaudi, 2012 traduzione di Maurizia Balmelli e Susanna Basso ISBN 978-88-06-20685-7.
- Veronica, Roma, Nutrimenti, 2012 traduzione di Dora Di Marco ISBN 978-88-6594-157-7.
- Velvet (The Mare), Torino, Einaudi, 2017 traduzione di Maurizia Balmelli ISBN 978-88-06-22928-3.
- Questo è il piacere, Torino, Einaudi, 2021 traduzione di Maurizia Balmelli ISBN 978-88-06-24725-6.

## Adattamenti cinematografici
- Secretary, regia di Steven Shainberg (2002) dall'omonimo racconto

## Premi e riconoscimenti
- Premio PEN/Faulkner per la narrativa: 1998 finalista con Because They Wanted to
- National Book Award per la narrativa: 2005 finalista con Veronica